# Tentera Darat Diraja Brunei
Le Reali Forze Terrestri del Brunei (in malese: Tentera Darat Diraja Brunei, abbreviato TDDB) è la componente terrestre delle Reali Forze Armate del Brunei. Le RBLF hanno la responsabilità del mantenimento della difesa territoriale del Brunei, sia da attacchi da parte di estranei, sia assistendo la Reale Polizia del Brunei nel mantenimento dell'ordine pubblico.

## Storia
Le Reali Forze Terrestri del Brunei vennero costituite nel maggio 1961 con la formazione del Brunei Malay Regiment, quando la prima leva di 60 reclute iniziò l'addestramento. La fondazione ufficiale del reggimento si verificò nel mese di giugno 1962, quando gli uomini delle prime tre leve vennero costituiti in un comando di reggimento e in tre compagnie di fucilieri. Nel 1965, il reggimento ricevette il prefisso royal, diventando il Royal Brunei Malay Regiment. Inizialmente di stanza a Port Dickson in Malesia, il reggimento venne presto trasferito in un'apposita caserma nel Brunei stesso. Il Royal Brunei Malay Regiment istituì due nuove unità, la Boat Section e l'Air Service nel 1965 per aumentare ulteriormente le sue capacità. Queste due unità, insieme con la fanteria, vennero accorpate in un'unica task force nel 1966.
Nel 1972, la struttura del reggimento venne cambiata, con le sezioni della fanteria, aerea e navale divise di nuovo in unità separate. Le compagnie di fanteria divennero il 1º Battaglione del Royal Brunei Malay Regiment, con un totale di cinque compagnie di fucilieri. Tre anni più tardi, venne formato il 2º Battaglione del Royal Brunei Malay Regiment scorporando le compagnie B ed E del 1º Battaglione.
Nel 1984, il Brunei ottenne la totale indipendenza dal Regno Unito. A quel tempo, il Royal Brunei Malay Regiment venne rinominato come Royal Brunei Land Forces, che fanno parte delle più ampie Reali Forze Armate del Brunei. Nel 1990, venne formato il Battaglione di Supporto che comprende uno squadrone di ricognizione, una batteria di difesa aerea e uno squadrone da combattimento del Genio, insieme alla manutenzione e al supporto amministrativo. Nel 1994, venne formato il 3º Battaglione delle Reali Forze Terrestri del Brunei da membri della Compagnia D, 1º Battaglione RFTB e della Compagnia F, 2º Battaglione RFTB, mentre la batteria di difesa aerea e l'officina del Genio vennero trasferiti rispettivamente dal Battaglione di Supporto alla Royal Brunei Air Force e al Servizio di Supporto.
Il 9 luglio 2011, le RFTB condussero prove per sostituire i BDU DPM con i BDU Digital Disruptive Pattern in base a un contratto con Force-21 Equipment.

## Organizzazione

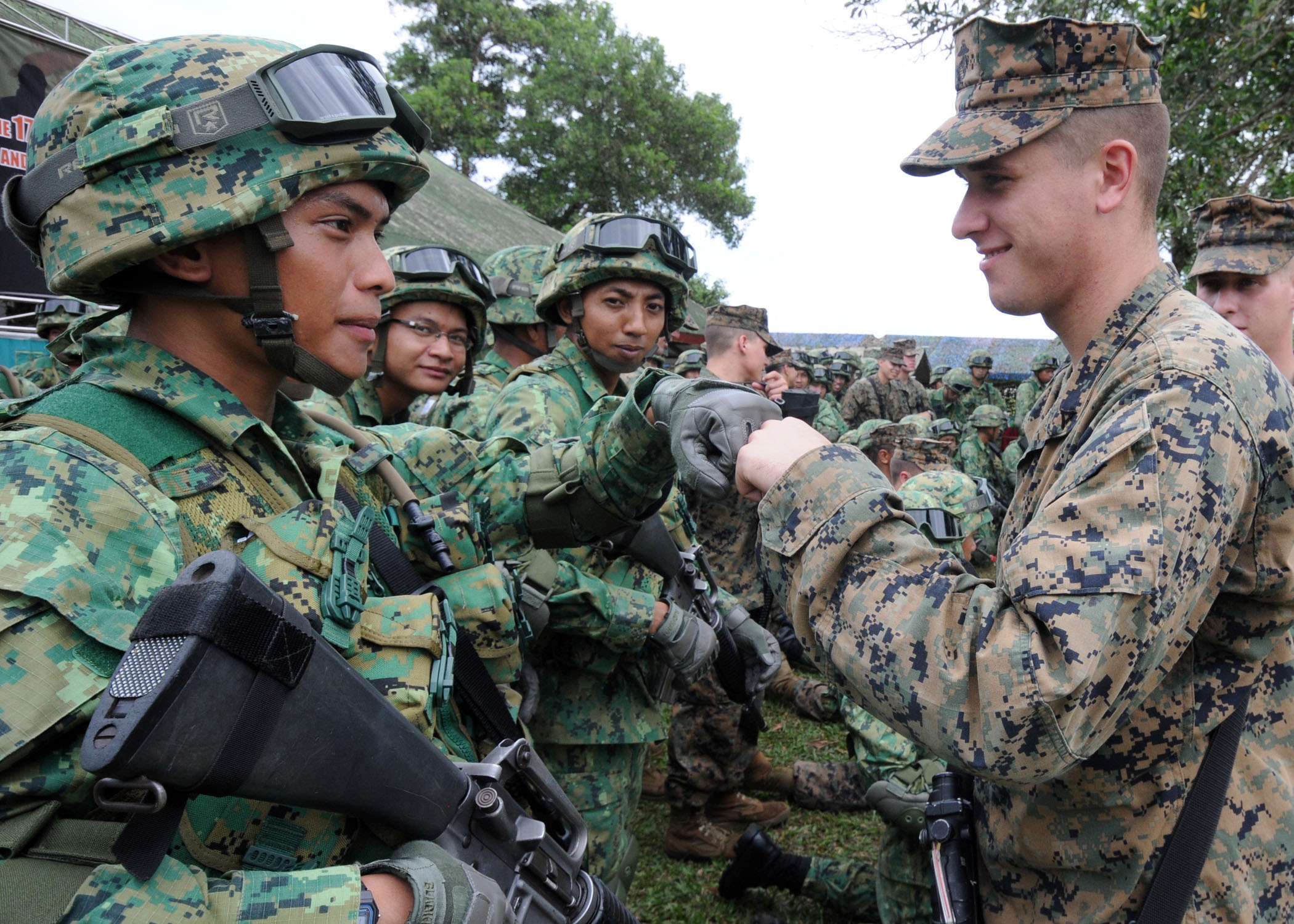
Soldati del Brunei e marines americani durante l'esercitazione congiunta CARAT 2011.

Le Reali Forze Terrestri del Brunei sono organizzate in 4 battaglioni separati:
- 1º Battaglione
- 2º Battaglione
- 3º Battaglione
- Battaglione di Supporto

### 1º Battaglione
Il 1º Battaglione venne fondato nel 1962; l'organizzazione era composta dalle prime tre leve in addestramento militare di base. All'inizio, l'organizzazione venne istituita a Camp Segenting, Port Dickson, Malaysia. Dopo lo sviluppo della caserma di Berakas nel 1975, l'organizzazione venne poi modificata a 1º Battaglione della Forza Terrestre. Sotto il comando del colonnello J. F. Davis, la forza era composta dai vari reparti, inclusa la compagnia Markas, e cinque compagnie di fucilieri (A, B, C, D ed E).

### 2º Battaglione
Il 2º Battaglione venne costituito il 2 gennaio 1975, esso risiedeva temporaneamente alla caserma di Bolkiah. Prima di ciò, il Battaglione era composto dalle compagnie B ed E del 1º Battaglione sotto il comando dell'allora comandante, il tenente-colonnello A. E. Hibbert. Il battaglione si trasferì a Campo Tutong il 10 maggio 1976. Dopo la formazione del 2º Battaglione, il Pengiran Ratna Indera (tenente colonnello) Pengiran Dato Setia Ibnu bin Pengiran Datu Penghulu Pengiran Haji Apong venne poi nominato comandante in carica.

### 3º Battaglione
Il 3º Battaglione venne formato e stabilito il 31 maggio 1994. Il battaglione era composto dalla Compagnia D del 1º Battaglione e dalla Compagnia F del 2º Battaglione e dalla compagnia di comando del 1º e del 2º Battaglione. Il maggiore Shahlan bin Hidup venne nominato primo comandante responsabile del battaglione. In precedenza con sede alla caserma di Penanjong, a partire dal 21 giugno 2007, il battaglione si trasferì in un nuovo campo a Lumut nel Distretto di Belait.

### Battaglione di Supporto
L'Unità di Supporto venne istituita sulla base di 5 unità principali e cioè lo Squadrone di ricognizione corazzato, lo Squadrone da combattimento del Genio, la Batteria di difesa aerea, l'officina e il comando della caserma di Penanjong. Venne riorganizzata il 2 gennaio 1990 e ufficialmente stabilita come Battaglione di Supporto, che comprende 3 unità principali, cioè lo Squadrone di ricognizione corazzato, lo Squadrone da combattimento del Genio e la Compagnia comando del Battaglione di Supporto.

## Gradi militari

### Ufficiali incaricati
Le insegne di grado per gli ufficiali incaricati delle Reali Forze Terrestri del Brunei.
| Codice NATO Equivalente | OF-10 | OF-10 | OF-9 | OF-9 | OF-8 | OF-8 | OF-7 | OF-7 | OF-6 | OF-6 | OF-5 | OF-5 | OF-4 | OF-4 | OF-3 | OF-3 | OF-2 | OF-2 | OF-1 | OF-1 | OF-1 | OF-1 | OF-1 | OF-1 | OF(D) e allievo ufficiale | OF(D) e allievo ufficiale | OF(D) e allievo ufficiale | OF(D) e allievo ufficiale | OF(D) e allievo ufficiale | OF(D) e allievo ufficiale | OF(D) e allievo ufficiale | OF(D) e allievo ufficiale | OF(D) e allievo ufficiale | OF(D) e allievo ufficiale | OF(D) e allievo ufficiale | OF(D) e allievo ufficiale |
| ----------------------- | ----- | ----- | ---- | ---- | ---- | ---- | ---- | ---- | ---- | ---- | ---- | ---- | ---- | ---- | ---- | ---- | ---- | ---- | ---- | ---- | ---- | ---- | ---- | ---- | ------------------------- | ------------------------- | ------------------------- | ------------------------- | ------------------------- | ------------------------- | ------------------------- | ------------------------- | ------------------------- | ------------------------- | ------------------------- | ------------------------- |

| Brunei               |                      |          |          |                  |                  |                  |                  |                    |                    |            |            |                    |                    |          |          |          |          |         |         |         |              |              |              |                   |                   |                   |                   |                   |                   |                   |                   |                   |                   |                   |                   |
| Maresciallo di campo | Maresciallo di campo | Generale | Generale | Tenente generale | Tenente generale | Maggior generale | Maggior generale | Brigadier generale | Brigadier generale | Colonnello | Colonnello | Tenente colonnello | Tenente colonnello | Maggiore | Maggiore | Capitano | Capitano | Tenente | Tenente | Tenente | Sottotenente | Sottotenente | Sottotenente | Allievo ufficiale | Allievo ufficiale | Allievo ufficiale | Allievo ufficiale | Allievo ufficiale | Allievo ufficiale | Allievo ufficiale | Allievo ufficiale | Allievo ufficiale | Allievo ufficiale | Allievo ufficiale | Allievo ufficiale |

### Arruolati
A differenza della maggior parte delle forze armate del Commonwealth, il Brunei ha mantenuto 4 gradi di warrant officer, utilizzati in combinazione con il grado standard dei sottufficiali e con i gradi e le insegne del personale arruolato nel Commonwealth. Le seguenti sono le insegne di grado per il personale arruolato nelle Reali Forze Terrestri del Brunei.
| Codice NATO Equivalente | OF-10 | OF-10 | OF-9 | OF-9 | OF-8 | OF-8 | OF-7 | OF-7 | OF-6 | OF-6 | OF-5 | OF-5 | OF-4 | OF-4 | OF-3 | OF-3 | OF-2 | OF-2 | OF-1 | OF-1 | OF-1 | OF-1 | OF-1 | OF-1 | OF(D) e allievo ufficiale | OF(D) e allievo ufficiale | OF(D) e allievo ufficiale | OF(D) e allievo ufficiale | OF(D) e allievo ufficiale | OF(D) e allievo ufficiale | OF(D) e allievo ufficiale | OF(D) e allievo ufficiale | OF(D) e allievo ufficiale | OF(D) e allievo ufficiale | OF(D) e allievo ufficiale | OF(D) e allievo ufficiale |
| ----------------------- | ----- | ----- | ---- | ---- | ---- | ---- | ---- | ---- | ---- | ---- | ---- | ---- | ---- | ---- | ---- | ---- | ---- | ---- | ---- | ---- | ---- | ---- | ---- | ---- | ------------------------- | ------------------------- | ------------------------- | ------------------------- | ------------------------- | ------------------------- | ------------------------- | ------------------------- | ------------------------- | ------------------------- | ------------------------- | ------------------------- |

| Brunei | Regimental Sergeant Major of the Army | Regimental Sergeant Major of the Army | Regimental Sergeant Major of the Army | Warrant Officer Class 1         | Warrant Officer Class 1         | Warrant Officer Class 1         | Warrant Officer Class 2           | Company Sergeant Major         | Staff Sergeant | Staff Sergeant | Sergeant | Sergeant | Sergeant | Sergeant | Sergeant | Sergeant | Non equivalente | Non equivalente | Non equivalente | Non equivalente | Non equivalente | Non equivalente | Corporal | Corporal | Corporal | Corporal | Lance Corporal | Lance Corporal | Nessun'insegna(HR)       | Nessun'insegna(HR)       | Nessun'insegna(HR)       | Nessun'insegna(HR)       | Nessun'insegna(HR)       | Nessun'insegna(HR)       | Nessun'insegna(HR)       | Nessun'insegna(HR)       |
| Brunei | Sergente maggiore della forza         | Sergente maggiore della forza         | Sergente maggiore della forza         | Warrant Officer di prima classe | Warrant Officer di prima classe | Warrant Officer di prima classe | Warrant Officer di seconda classe | Sergente maggiore di compagnia | Staff sergeant | Staff sergeant | Sergente | Sergente | Sergente | Sergente | Sergente | Sergente | Non equivalente | Non equivalente | Non equivalente | Non equivalente | Non equivalente | Non equivalente | Caporale | Caporale | Caporale | Caporale | Vice caporale  | Vice caporale  | Soldato (od equivalente) | Soldato (od equivalente) | Soldato (od equivalente) | Soldato (od equivalente) | Soldato (od equivalente) | Soldato (od equivalente) | Soldato (od equivalente) | Soldato (od equivalente) |

## Equipaggiamento
Le RFTB utilizzano un misto di equipaggiamenti importati da vari fornitori (principalmente inglesi, ma anche francesi, tedeschi, russi ed ucraini).

### Armi di fanteria
| Foto                  | Modello                               | Tipo                           | Calibro           | Origine     | Note                                      |
| Pistols               | Pistols                               | Pistols                        | Pistols           | Pistols     | Pistols                                   |
| --------------------- | ------------------------------------- | ------------------------------ | ----------------- | ----------- | ----------------------------------------- |
|                       | Browning HP                           | Pistola                        | 9×19mm Parabellum | Belgio      |                                           |
|                       | Pindad G2                             | Pistola                        | 9×19mm Parabellum | Indonesia   | [ 13 ]                                    |
| Fucili d'assalto      |                                       |                                |                   |             |                                           |
|                       | M16A1/A2/A4                           | Fucile d'assalto               | 5.56×45mm NATO    | Stati Uniti | Fucile di fanteria standard.              |
|                       | SAR 21                                | Fucile d'assalto               | 5.56×45mm NATO    | Singapore   |                                           |
|                       | Heckler & Koch HK416                  | Fucile d'assalto               | 5.56×45mm NATO    | Germania    |                                           |
| Fucili semiautomatici |                                       |                                |                   |             |                                           |
|                       | L1A1                                  | Fucile semiautomatico          | 7.62×51mm         | Regno Unito |                                           |
| Fucili di precisione  |                                       |                                |                   |             |                                           |
|                       | Accuracy International Arctic Warfare | Fucile di precisione           | 7.62×51mm NATO    | Regno Unito | [ 14 ] [ 15 ]                             |
| Mitra                 |                                       |                                |                   |             |                                           |
|                       | MP5                                   | Mitra                          | 9×19mm Parabellum | Germania    | Usato dal Reggimento forze speciali (RPK) |
|                       | Heckler & Koch MP7                    | Personal Defense Weapon        | 4.6×30mm          | Germania    | Usato dal Reggimento forze speciali (RPK) |
| Mitragliatrici        |                                       |                                |                   |             |                                           |
|                       | Ultimax 100                           | Mitragliatrice leggera         | 5.56×45mm NATO    | Singapore   |                                           |
|                       | Browning M2                           | Mitragliatrice pesante         | .50 BMG           | Stati Uniti |                                           |
|                       | FN MAG-58                             | Mitragliatrice ad uso generale | 7.62×51mm NATO    | Belgio      |                                           |
|                       | SIG MG 710-3                          | Mitragliatrice ad uso generale | 7.62×51mm NATO    | Svizzera    |                                           |

### Granate, razzi e MANPADS
| Foto          | Modello       | Tipo                                      | Quantità      | Origine       | Note                                                       |
| Lanciagranate | Lanciagranate | Lanciagranate                             | Lanciagranate | Lanciagranate | Lanciagranate                                              |
| ------------- | ------------- | ----------------------------------------- | ------------- | ------------- | ---------------------------------------------------------- |
|               | M203          | Lanciagranate con silenziatore potenziato |               | Stati Uniti   |                                                            |
| Anticarro     |               |                                           |               |               |                                                            |
|               | Armbrust      | Lanciarazzi anticarro                     |               | Germania      | 500 acquistati nel 1985, il fabbisogno finale era di 2.000 |
|               | C90-CR (M3)   | RPG                                       |               | Spagna        |                                                            |
| Antiaerea     |               |                                           |               |               |                                                            |
|               | Mistral       | MANPADS                                   |               | Francia       | [ 19 ]                                                     |

### Veicoli da combattimento della fanteria
| Foto                                                | Modello               | Tipo                                | Quantità     | Origine      | Note                             |
| Carri armati                                        | Carri armati          | Carri armati                        | Carri armati | Carri armati | Carri armati                     |
| --------------------------------------------------- | --------------------- | ----------------------------------- | ------------ | ------------ | -------------------------------- |
|                                                     | FV101 Scorpion CVR(T) | Carro armato leggero                | 16           | Regno Unito  | 16 aggiornati a partire dal 2003 |
| Veicoli corazzati                                   |                       |                                     |              |              |                                  |
|                                                     | VAB                   | APC                                 | 45           | Francia      |                                  |
|                                                     | FV105 Sultan          | Veicolo corazzato di comando        | 2            | Regno Unito  |                                  |
|                                                     | FV106 Samson          | Veicolo corazzato di recupero       | 2            | Regno Unito  |                                  |
| Veicoli corazzati leggeri/Veicoli d'assalto leggeri |                       |                                     |              |              |                                  |
|                                                     | Al-Thalab             | Veicolo corazzato d'assalto leggero | Sconosciuta  | Giordania    |                                  |

### Artiglieria
| Foto   | Modello | Tipo                     | Quantità | Origine                | Note   |
| Obici  | Obici   | Obici                    | Obici    | Obici                  | Obici  |
| ------ | ------- | ------------------------ | -------- | ---------------------- | ------ |
|        | L118    | Obice trainato da 105 mm | 6        | Regno Unito            | [ 20 ] |
| Mortai |         |                          |          |                        |        |
|        | L16     | Mortaio da 81 mm         | 24       | Regno Unito (bandiera) | [ 18 ] |

### Veicoli commerciali e logistici
| Foto                | Modello              | Tipo                                 | Quantità            | Origine             | Note                |
| Veicoli commerciali | Veicoli commerciali  | Veicoli commerciali                  | Veicoli commerciali | Veicoli commerciali | Veicoli commerciali |
| ------------------- | -------------------- | ------------------------------------ | ------------------- | ------------------- | ------------------- |
|                     | Land Rover Defender  | Veicolo commerciale militare leggero | Sconosciuta         | Regno Unito         |                     |
|                     | HICOM Handalan I/II  | Camion trasporto truppe              | 115                 | Malaysia            |                     |
|                     | KIA KM 450           | Veicolo commerciale leggero          | 1                   | Corea del Sud       | Acquistato nel 2018 |
| Veicoli logistici   |                      |                                      |                     |                     |                     |
|                     | Mercedes-Benz Actros | Trattore stradale                    | Sconosciuta         | Germania            |                     |
|                     | Mercedes-Benz Atego  | Camion                               | Sconosciuta         | Germania            | [ 22 ]              |
|                     | Iveco Eurocargo      | Camion                               | Sconosciuta         | Italia              |                     |

### Aerei
| Foto                           | Modello                        | Tipo                           | Quantità                       | Origine                        | Note                           |
| Aeromobili a pilotaggio remoto | Aeromobili a pilotaggio remoto | Aeromobili a pilotaggio remoto | Aeromobili a pilotaggio remoto | Aeromobili a pilotaggio remoto | Aeromobili a pilotaggio remoto |
| ------------------------------ | ------------------------------ | ------------------------------ | ------------------------------ | ------------------------------ | ------------------------------ |
|                                | Banshee                        | Bersaglio teleguidato          | Sconosciuta                    | Regno Unito                    | [ 23 ]                         |

### Moto d'acqua
| Foto         | Modello      | Tipo         | Quantità     | Origine      | Note                                                             |
| Imbarcazioni | Imbarcazioni | Imbarcazioni | Imbarcazioni | Imbarcazioni | Imbarcazioni                                                     |
| ------------ | ------------ | ------------ | ------------ | ------------ | ---------------------------------------------------------------- |
|              | KH-27        | Imbarcazione | 5            | Brunei       | Utilizzato per pattugliamenti e operazioni di ricerca e soccorso |

## Equipaggiamento futuro
Ci sono rapporti che il Brunei è o era interessato agli APC indonesiani per sostituire l'APC VAB.
Il Brunei ha espresso interesse ad acquistare tra i 40 e i 50 del carro armato medio indonesiano/turco Harimau/Kaplan.
Il Brunei ha anche mostrato interesse per l'equipaggiamento russo, inclusi:
- elicotteri d'attacco Kamov Ka-50
- sistema missilistico costiero Kh-35 BAL-E
- sistema missilistico SA-15 Tor
- sistema missilistico SA-17 Buk
- carri armati da combattimento T-90

## Legami internazionali

### Regno Unito
Le Reali Forze Terrestri del Brunei hanno legami significativi con l'esercito britannico, dovuti in non piccola parte al fatto che vi è un presidio britannico permanente in Brunei. A seguito della Rivolta del Brunei nel 1962, venne firmato un accordo tra il Brunei e il Regno Unito che un battaglione di Gurkha sarebbe stato di stanza nel paese per proteggere i vari interessi britannici, in particolare i grandi impianti petroliferi a Seria. La guarnigione corrente è costituita da un battaglione del Royal Gurkha Rifles, oltre a uno stormo di elicotteri dell'Army Air Corps a sostegno. Tuttavia, il Brunei utilizza l'esercito britannico in generale anche per l'addestramento nella guerra nella giungla. La presenza di una delle poche significative guarnigioni all'estero dell'esercito britannico offre l'opportunità di assistere le RBLF nel loro addestramento.

### Altre nazioni
Le RBLF mantengono stretti legami con molte altre nazioni, sia nella regione del Sud-Est asiatico che altrove. Le RBLF conducono esercitazioni con l'esercito malese e l'esercito di Singapore regolarmente. Le RBLF inoltre conducono esercitazioni periodiche con gli eserciti di Australia, Cina, Nuova Zelanda, Filippine e Thailandia, mentre lo United States Marine Corps conduce annualmente la Cooperation Afloat Readiness and Training (CARAT) in Brunei.

## Alleanze
- Regno Unito - Brigata Gurkha
- Singapore - Forze armate di Singapore